# Veille Magazine
Veille Magazine, créé en 1996, est un magazine consacré à la veille et à la maîtrise stratégique de l'information et des connaissances.

## Historique
Veille Magazine est coorganisateur des événements ICC (Innovation, Compétitivité et Connaissance) avec l'Académie de l’intelligence économique, MIS (Management-Information-Stratégie) avec Reed Exposition et l'organisateur des événements Search, Reputation day et Influence day.